# Kari Børressen
Kari Elisabeth Børresen (née le 16 octobre 1932 à Oslo, décédée le 5 avril 2016 au même endroit) est une théologienne norvégienne. Elle était professeur de théologie à l'Université d'Oslo et était connue pour ses travaux sur la recherche sur le genre dans les études religieuses.

## Biographie

### Carrière universitaire
Elle grandit à Besserud à Oslo. En 1948, elle entre chez les Sœurs de Saint-Joseph à Chambéry, où elle séjourne quelques mois comme novice. Elle obtient une maîtrise d'histoire des idées en 1960, elle suit les cours de l’historien des idées Andreas Winsnes et l’historien de l’Église Einar Molland (no).
Elle est devient docteure en théologie en 1968 avec la thèse intitulée "Subordination et Equivalence, Nature et rôle de la femme d'après Augustin et Thomas d'Aquin". Dans ce travail de théologie, l'auteure replace le legs intellectuel d’Augustin d’Hippone et de Thomas d’Aquin dans les catégories intellectuelles et les représentations de leur époque et questionne leur adaptation à l'époque contemporaine. Elle démontre que les pensées élaborées par ces deux auteurs ne peuvent pas servir de fondement théologique au mariage et à la sexualité à l'époque contemporaine, car les contextes ont évolué, notamment la question de la subordination de la femme à l'homme.
Elle a également étudié à Paris, Heidelberg et Oxford.
De 1961 à 1980, elle a obtenu diverses bourses de recherche, notamment par l'intermédiaire du Conseil norvégien de la recherche scientifique générale et à l'Université d'Aarhus. De 1977 à 1979, elle a été la première femme professeure invitée de théologie à l'Université jésuite Gregoriana de Rome.
Børresen est devenue chercheuse d'État en 1982.
En 1993, elle devient titulaire de la chaire de Medieval and Gender studies, professeur rattaché au Département d'études culturelles de la Faculté d'histoire et de philosophie de l'université d'Oslo.
Mais durant la majorité de ses années de travail, et essentiellement par sa détermination dans le travail académique, elle est qualifiée et reconnue comme chercheuse internationale bien qu'elle ne dispose d'aucun poste permanent dans aucune université.
Børresen avait postulé pour plusieurs postes à l'Université d'Oslo, mais ses demandes successives ont toutes été ignorées car elle était de confession catholique. Cependant, En 2000, à quelques années de travail avant la retraite, elle a été nommée professeur à la Faculté de théologie de l'Université d'Oslo, et plus précisément dans une chaire nouvellement créée en théologie féministe et études de genre. C'était son premier poste universitaire permanent à temps plein, et elle l'a obtenu à l'approche de la retraite.
Børresen appartenait à l' Église catholique romaine et avait des problèmes pour obtenir des postes dans les écoles théologiques de Norvège, en raison de leur «obligation de se confesser» à la dénomination luthérienne.
Lorsqu'elle a été nommée, la faculté a dû demander au ministère une dérogation à la disposition alors en vigueur selon laquelle les professeurs de théologie devaient appartenir à l'Église de Norvège. Et la dispense a été accordée au motif que les études théologiques féministes n'étaient pas un sujet central.
Elle est auteure et éditrice de plusieurs ouvrages et d'une centaine d'articles dans différentes langues.

### Thèmes de recherche
Kari Elisabeth, en tant qu'historienne des idées, travaillait sur des sujets de recherche interdisciplinaires et étudie la tradition ecclésiale avec un regard critique, féministe. Elle a contribué à ce que la théorie du genre et la théologie féministe soient incorporées dans le travail théologique à la faculté d'Oslo.
Elle revendiquait la critique féministe de la centralité masculine comme la plus grande révolution épistémologique de l'histoire humaine et concluait que la différence sexuelle doit inspirer la collaboration des femmes et des hommes dans tous les domaines de la vie dans l'Église et dans la société. Elle questionne la légitimité doctrinale du célibat des prêtres, résultat d'un décret disciplinaire du XIe siècle, ordonné par le pape Grégoire VII. Elle est à l'origine de l'invention d'un nouveau lexique : « subordination/équivalence » comme signe de l'ambiguïté du christianisme envers les femmes ; les termes comme "androcentrisme", "matristique" entrés dans l'usage courant.
Dans les années 1980, elle publie un travail sur l'anthropologie médiévale et la théologie mariale afin d'étudier les dogmes mariaux de l'époque moderne qui constituent un système de pensée qui n'éclaire pas la compréhension de Marie de Nazareth.
Le fil conducteur entre sa thèse de doctorat et ses derniers travaux c'est l'étude de l'androcentrisme dominant qui domine l'histoire chrétienne et les religions monothéistes. Pour cela, elle a fait des études de patristique. Elle a également étudié des théoriciennes, qui, en raison de leur apport à la Tradition, pourraient mériter, selon elle, l'appellation de "mères de l'église" : Julienne de Norwich et Hildegarde de Bingen, Aasta Hansteen. Elle regroupe leurs écrits sous le vocable de matristique, en référence à la patristique.
Elle a réalisé de nombreux travaux sur les droits des femmes et les droits humains, notamment dans l'article "Religious Gender Models versus Women's Rights" (2006), qui étudie le conflit des droits humains généraux des femmes face au principe de la liberté religieuse. Cet article est reconnu dans le domaine du droit et des sciences politiques.
Elle pose également la question de l'ordination des femmes.

### Reconnaissances
Elle a été nommée docteur honoris causa en théologie à l'Université d'Uppsala en 1992 et à l'Université d'Islande en 2011,. Depuis 1995, elle est membre de l'Académie norvégienne des sciences. Elle a participé à un certain nombre de réseaux et de programmes de recherche internationaux et a été conférencière invitée dans plusieurs universités en Europe et aux États-Unis.
Elle a reçu le prix honorifique de l'Association théologique des femmes norvégiennes en 2003.
Elle décède le 5 avril 2016 des suites d'une maladie.

## Publications

### Thèse de doctorat
Subordination et equivalence : nature et rôle de la femme d'après Augustin et Thomas d'Aquin, Oslo ; Paris, Universitetsforlaget ; Maison Mame, 1968 (BNF 35295741).

### Articles et ouvrages
- « L'usage patristique de métaphores féminines dans le discours sur Dieu », Revue Théologique de Louvain, nos 13-2,‎ 1982, p. 205-220 (lire en ligne).
- « Théologiennes au Moyen Age », Revue Théologique de Louvain, nos 20-1,‎ 1989, p. 67-71 (lire en ligne).
- (en) « Religious Gender Models versus Women's Rights : The Case of Roman Catholicism », dans Facilitating Freedom of Religion or Belief: A Deskbook, janvier 2004 (DOI 10.1007/978-94-017-5616-7_23), p. 545–559.